# Jorge Eliécer Gaitán (Bogotá)
El barrio Jorge Eliecer Gaitán está ubicado en la localidad bogotana de Barrios Unidos dentro de la UPZ 22 Doce de Octubre

## Límites
- Norte: Escuela Militar de Cadetes General José María Córdova y los barrios Entre Ríos y La Patria (Avenida Calle 80)
- Oriente: Barrios Juan XXIII Norte y Santa Sofía (Avenida NQS)
- Sur: Barrio Doce de Octubre (Calle 76)
- Occidente: Barrios San Fernando, La Libertad (Río Arzobispo – Diagonales 71 y 74) y el Conjunto Multifaminiar Entrerios Unidad 1

## Geografía
Territorio plano y urbano con una ligera subida en su parte central. El Río Arzobispo (Salitre) que sirve de límite occidental es el único que fluye en su zona, totalmente canalizado y contaminado por las aguas servidas.

## Historia
Su origen data de inicios de la década de 1940, cuando originalmente se llamaba Divina Providencia, por gentes que procedían del departamento de Boyacá. Jorge Eliecer Gaitán solía frecuentar el barrio en compañía de otros políticos a través de la cancha de tejo llamado Campo Villamil. El barrio cambia de nombre en su homenaje una vez fallecido este último en 1950 y en la misma época fue escenario de asesinatos causados durante la época de La Violencia y a la sazón, su población era partidaria al fallecido líder. Actualmente hay un monumento en su honor en la Plazoleta Deportiva.
En la década de 1990, el barrio mejoró económicamente con la introducción de actividades comerciales, principalmente mueblerías, tiendas de decoración y supermercados, compartidos junto con el barrio limítrofe del Doce de Octubre.

## Transporte
El barrio tiene completo acceso al sistema TransMilenio (estaciones Carrera 47, Escuela Militar y NQS Calle 75 - Zona M) así como tienen punto de finalización dos rutas de Transporte Público: Una del SITP Urbano la cual se denomina 621 Simón Bolívar- Santo Domingo (Aunque el último paradero se encuentra en la Calle 75 con Carrera 55A) operada por el operador Este es mi Bus y la Ruta 615 Simón Bolívar-Galan (El paradero final esta en la Carrera 56 Bis con Calle 79) operada por la Empresa Universal de Trans.

## Sitios de interés
- Plazoleta Deportiva Jorge Eliecer Gaitán.
- Plaza Triangular.
- Interconector de TransMilenio Suba-NQS-Calle 80.
- Zona Mueblera.
- Sede C del Colegio Rafael Bernal Jiménez (Se presume que Gaitan había estado en ese lugar varias veces) Ocupada actualmente por el Colegio Lorencita Villegas de Santos.